# Альперін Михайло Юхимович
Миха́йло Юхи́мович Альпе́рін (нар. 7 листопада 1956, Кам'янець-Подільський — 11 травня 2018) — джазовий піаніст, композитор, педагог. Лауреат міжнародних джазових фестивалів. Син Юхима Альперіна.

## Життєпис
Навчався в Кам'янець-Подільській СШ № 8. Закінчив 1971 року Кам'янець-Подільську міську дитячу музичну школу (клас фортепіано), 1976 року музичне училище у місті Бєльці (клас фортепіано).
1980 року увійшов до джазового квартету «Кварта». 1983—1984 працював в «Арсеналі» Олексія Козлова. 1984—1985 грав у дуеті із саксофоністом Симоном Шірманом.
Після 1985 року виступав із сольними програмами на багатьох фестивалях і звернув на себе увагу цікавим використанням молдавського фольклору.
У 1990-х роках Михайло Альперін, Аркадій Шіклопер і Сергій Старостін організували тріо, яке стало найпопулярнішим російським джазовим ансамблем у Західній Європі.
З початку 1990-х жив у Норвегії. Викладач Вищої музичної школи в Осло. Викладав джазове фортепіано, сольфеджіо та імпровізацію. Виступав на європейських джазових фестивалях (із сольними програмами або з Moscow Art Trio).

## Дискографія
Зірочка (*) вказує на те, що це рік випуску.
| Рік реєстрації | Назва            | Лейбл                          | Персонал/Примітки |
| -------------- | ---------------- | ------------------------------ | --- |
| 1989           | Wave of Sorrow   | ECM                            | Дует під керівництвом Аркадія Шилклопера (валторна, ягдгорн, флюгельгорн, вокал) |
| 1992           | Folk Dreams      | Яро Медієн                     | |
| 1993           | The Blue Fjords  | RDM                            | Соло для фортепіано; перевидано під назвою Blue Fjord від Jaro Medien |
| 1996*          | Hamburg Concert  | Московське арт-тріо Яро Медієн | |
| 1996*          | Prayer           | Московське арт-тріо Яро Медієн | |
| 1997           | First Impression | ECM                            | За участю Джона Сурмана (сопрано-саксофон, баритон-саксофон), Аркадія Шилклопера (валторна, флюгельгорн), Тер'є Гевельта (бас), Йона Крістенсена (ударні), Ганса-Крістіана Кьоса Сьоренсена (перкусія) |
| 1998           | North Story      | ECM                            | Квінтет, у складі: Аркадій Шилклопер (валторна, флюгельгорн), Торе Брунборг (тенор-саксофон), Тер'є Гевельт (бас), Йон Крістенсен (ударні)                                                             |
| 1998           | At Home          | ECM                            | Тільки фортепіано |
| 1998           | Night            | ECM                            | Тріо, у складі: Аня Лехнер (віолончель), Ганс-Крістіан Кьос Соренсен (перкусія, маримба, вокал); у концерті                                                                                            |
| 2000*          | Overture/Etude   | Богема                         | |
| 2000*          | Piano            | Богема                         | Спільними зусиллями |
| 2000*          | Portrait         | Яро Медієн                     | |
| 2006           | Her First Dance  | ECM                            | Тріо, за участю Аркадія Шилклопера (валторна, флюгельгорн), Ані Лехнер (віолончель) |

2008 — Московське арт-тріо та Норвезький камерний оркестр «Сільські варіації» (JARO 4290-2) Німеччина
2009 — Московське арт-тріо «Live in Holland» (CDDOMA 091102) Росія; (JARO 4302-2) Німеччина
2010 — Болгарський ансамбль «Ангеліта» з Хуун-Хуур-Ту та Московське арт-тріо «Легенда» (JARO 4300-2) Німеччина